# Pachydactylus atorquatus
Pachydactylus atorquatus es una especie de saurópsido escamoso del género Pachydactylus, familia Gekkonidae. Fue descrita científicamente por Bauer, Barts & Hulbert en 2006.
Habita en Sudáfrica.